# Édouard du Puy

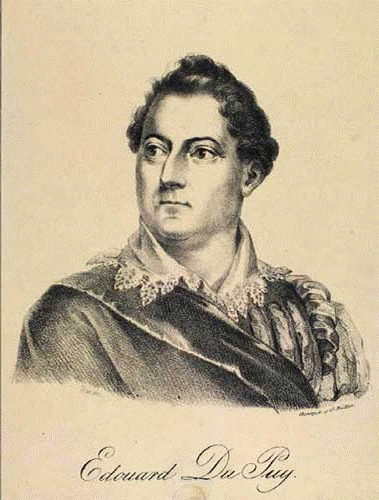
Édouard du Puy (1770–1822)

Édouard du Puy, Jean Baptiste Édouard Louis Canaille Du Puy, född 1770 i byn Corcelles nära Neuchâtel i Schweiz, död 3 april 1822 i Stockholm, var konsertmästare vid Kongl. Stora Theatern, operasångare, tonsättare och skådespelare.

## Biografi
Édouard du Puy uppfostrades av en onkel i Genève och skickades som trettonåring till Paris, där han undervisades av François Chabran på violin och av den berömde Jan Ladislav Dussek i piano. Vid sexton års ålder antogs som konsertmästare i Rheinsberg hos prins Henrik av Preussen, en befattning som han innehade i nära fyra år. Därefter studerade han harmonilära i Berlin under ledning av den lärde musikern Carl Friedrich Christian Fasch. 
Hans första karriär i Sverige blev kort. Han hade 1799 setts hurra för Napoleon I:s återkomst med några fransmän på en krog där han hade skålat för republiken och sjungit revolutionära sånger. Kung Gustaf IV Adolf blev mycket arg och gav order om att han skulle landsförvisas, men detta fördröjdes av inflytelserika beundrare. 
Under den följande pjäsen Lille Matrosen, där kungen satt i publiken, betonade du Puy repliken "Jag stannar kvar", varpå publiken applåderade. Kungen tappade humöret över denna oförskämdhet och sade rätt ut: "Jo ta mig fan, du reser", varpå du Puy eskorterades ut ur Sverige med betjänt, frisör och en polisbetjänt.         

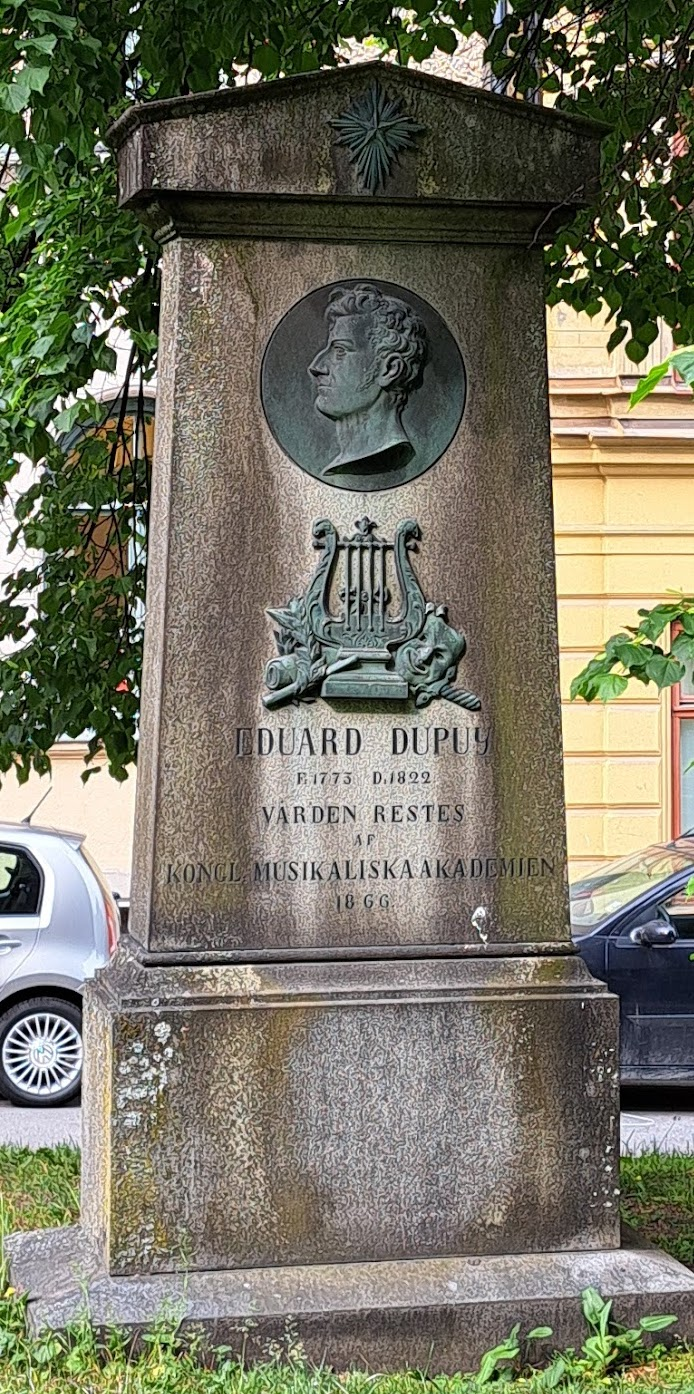
Édouard du Puys gravvård, Johannes kyrkogård i Stockholm.

Edouard du Puy invaldes som ledamot 163 av Kungliga Musikaliska Akademien den 21 november 1795.  Han blev sedan stjärna i rollen som Don Juan på scenen i Danmark. 
Där deltog han också i försvaret av Köpenhamn 1807 och fick löjtnants grad. Han avskedades från scenen och förvisades, efter en kärleksaffär, av kungafamiljen 1809. Via Paris upptäcktes det att han hade återkommit till Stockholm 1810. Enligt Bernhard von Beskow ljöd då genom hela staden ett jublande "du Puy är här igen!", och 1812 anställdes han som aktör och kapellmästare vid Operan. 
Den 6 december 1813 uppfördes Don Juan med du Puy i huvudrollen mot Jeanette Wässelius och Anna Sofia Sevelin, och året efter hans egen operett Ungdom och dårskap, båda stora succéer. du Puy spelade förförare och hjälte och omtalas även inom privatlivet som en förförare. Han sades ha "benägenhet till omväxling av föremål för öm tillgivenhet", och ska bland annat ha haft ett förhållande med Sophie Hagman. Henriette Widerberg sade att han var "lika elak som vacker"  och att han hade försökt förföra henne.
År 1820 blev han ledare för Operan sedan Gustav Åbergsson lämnat den, och såg då till att Jeanette Wässelius avskedades, vilket sades ha berott på en personlig konflikt – han ansågs ha missbrukat sin ställning. År 1822 avled han av ett slaganfall, och han är begravd på Johannes kyrkogård där en gravsten 1866 restes på hans grav. Samtidigt hedrade Musikaliska akademien honom med en minnesfest.

## Musikverk
Komplett verkförteckning finns  på Levande musikarv.
- De ädelmodige bönderne eller Dygden tillhör alla stånd med libretto av Jacques Marie Boutet de Monvel. Du Puy satte musik till en ny scen som skrevs av Carl Lindegren.[10]